# سنغ بست (فريمان)
سنغ بست (بالفارسية: سنگ‌بست) هي قرية تقع في قسم سنغ بست الريفي في إيران. يقدر عدد سكانها بـ 670 نسمة .